# Omega (album Luxtorpedy)
Omega – siódmy album studyjny zespołu Luxtorpeda, wydany w kwietniu 2022 roku. Zawiera 11 utworów z brzmieniem bazującym na byłych zespołach w których grał Litza, założyciel Luxtorpedy, czyli m.in. Flapjack, czy Acid Drinkers.
W połowie stycznia 2022 roku na kanale Youtube Luxtorpedy pojawił się film z wiadomością o powstającym albumie Omega. Dwa dni później w tym samym miejscu została opublikowana wiadomość, że nagrania gitar i gitary basowej zostały zakończone. W ciągu następnego miesiąca pojawiły się kolejno 3 nowe single: Hydra, Krew z krwi oraz Antonówka. Miesiąc po ukazaniu się albumu na kanale YouTube został także opublikowany teledysk do piosenki Przygotuj się na najlepsze. Album został nominowany do Fryderyków w kategorii album roku metal.

## Lista utworów
1. Antonówka - 3:05
2. Melisa - 2:47
3. Hydra - 2:21
4. Krew z krwi - 3:13
5. Ofiara z woli boli - 4:09
6. Fetor mentora - 2:15
7. Przygotuj się na najlepsze - 3:10
8. Rauchen - 2:06
9. Podkute kto pyta - 3:02
10. Bezkres - 4:50
11. Ja - 2:59

## Twórcy
- Robert „Litza” Friedrich – wokal, gitara
- Przemysław „Hans” Frencel – wokal
- Tomasz „Krzyżyk” Krzyżaniak – perkusja, wokal wspierający
- Krzysztof „Kmieta” Kmiecik – gitara basowa, wokal wspierający
- Robert „Drężmak” Drężek – gitara, wokal wspierający
- Maciej Jahnz – gitara